# Czesław Młodzianowski
Czesław Kostka Młodzianowski (ur. 26 maja 1885 w Boiskach, zm. 15 sierpnia 1938 w Warszawie) – polski malarz, uczestnik walk o niepodległość Polski.

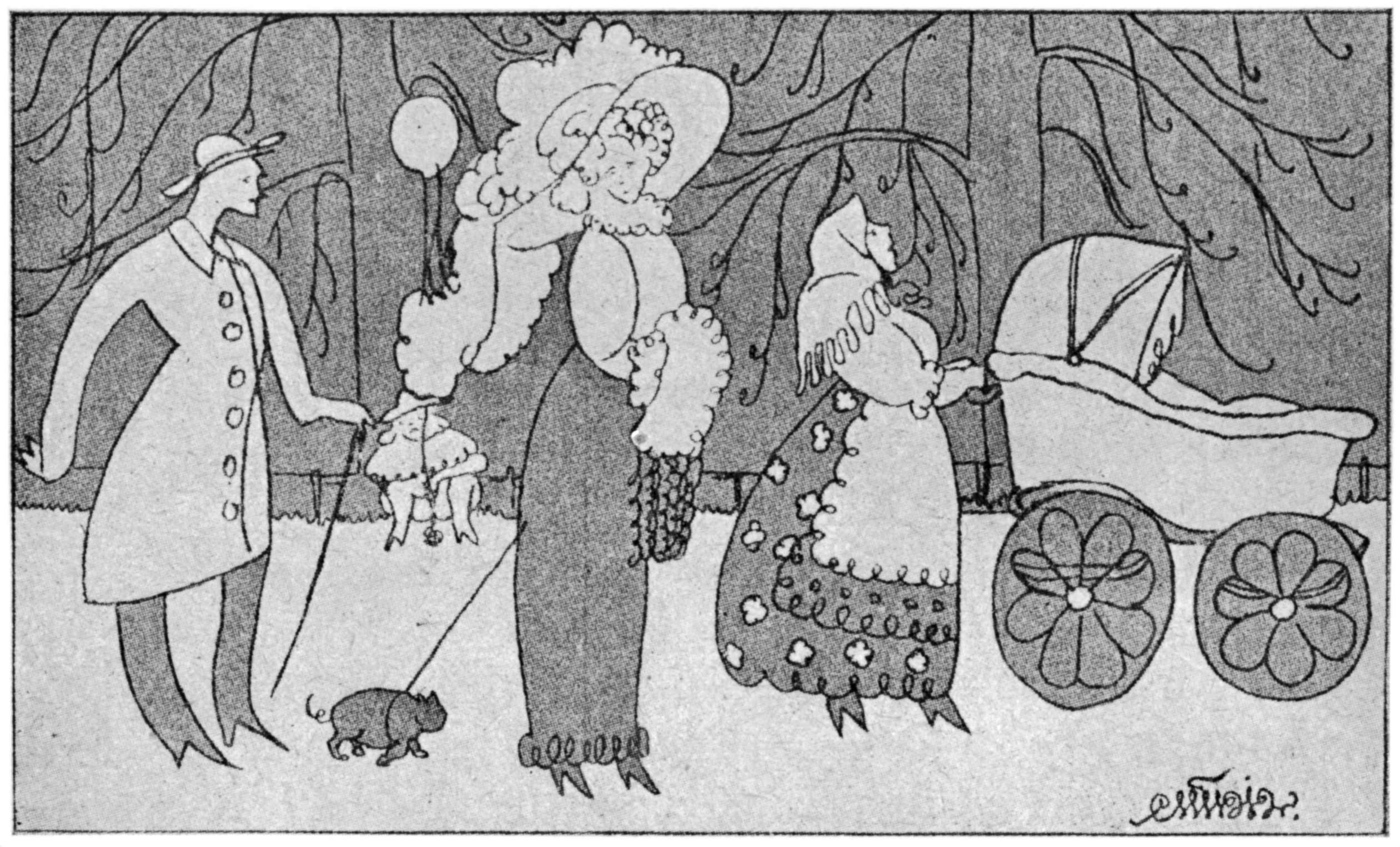
Obraz Czesława Młodzianowskiego pt. "Wiosna na plantach krakowskich" (1912)

## Życiorys

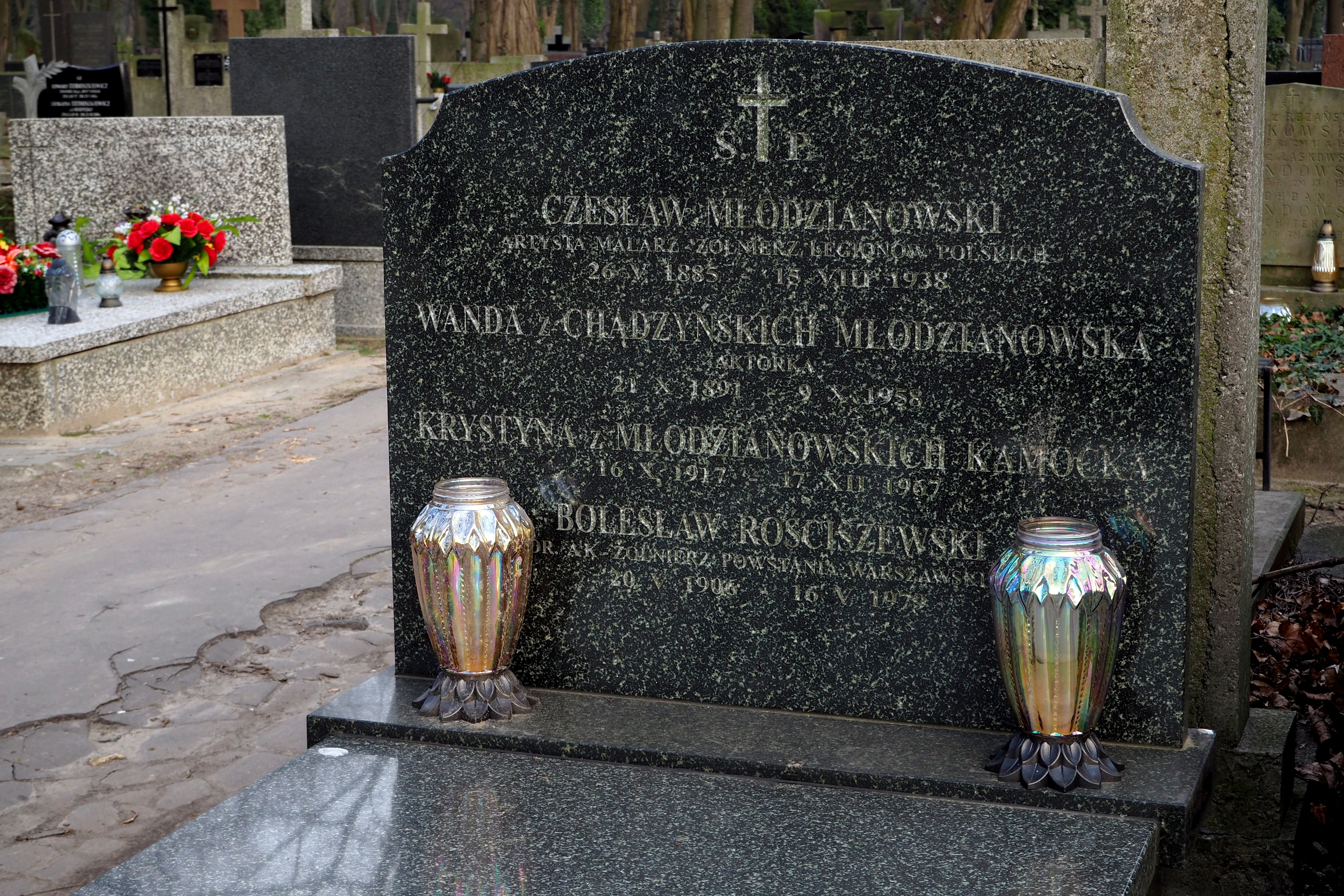
Grób Czesława Młodzianowskiego i aktorki Wandy Młodzianowskiej na Cmentarzu Powązkowskim w Warszawie

Studiował na krakowskiej Akademii Sztuk Pięknych, podczas studiów wstąpił do Polskiej Partii Socjalistycznej. 27 sierpnia 1915 wstąpił w szeregi Legionów Polskich i został przydzielony do I plutonu 2. szwadronu 1 Pułku Ułanów. Awansował na stopień starszego ułana. Po 1918 był redaktorem warszawskiego wydania czasopisma „Rzeczy Piękne”, pełnił funkcję prezesa Towarzystwa Popierania Przemysłu Ludowego i Związku Towarzystw Przemysłu Ludowego. Był współorganizatorem wielu wystaw sztuki ludowej i etnograficznej. W 1932 rozpoczął pracę w Pocztowej Kasie Oszczędności, początkowo w Wydziale Ekonomicznym, a następnie jako inspektor w dziale technicznym. Od 1937 był szefem Wydziału Propagandy Polskiego Biura Podróży Orbis. Był redaktorem miesięcznika „Turystyka”. 
Zmarł po długiej i ciężkiej chorobie 15 sierpnia 1938. Został pochowany na cmentarzu Powązkowskim w Warszawie 20 sierpnia 1938 (kwatera 345-6-1).
Tworzył malarstwo olejne, były to martwe natury, kompozycje kwiatowe, w czasach Legionów były to karykatury. Przez pewien czas zajmował się projektowaniem i tworzeniem kilimów.

## Ordery i odznaczenia
- Krzyż Niepodległości (20 grudnia 1932)[3]
- Złoty Krzyż Zasługi (9 listopada 1931)[4]
- Srebrny Krzyż Zasługi